# Vinko Čubranić
Vinko Čubranić (tal. Vincenzo Zubranich, Zubranić, Gubranich; Baška, 28. siječnja 1802. – Trst, 15. studenoga 1870.) bio je prelat Katoličke Crkve koji je služio kao biskup dubrovački te trajni apostolski upravitelj trebinjsko-mrkanski od 1856. do 1870. Prije toga, obnašao je dužnost biskupa kotorskog, od 1854. do 1856. godine.

## Životopis
Zubranić je rođen u Baškoj na otoku Krku, u to vrijeme u sastavu Napoleonove Kraljevine Italije. Studirao je teologiju u Padovi gdje je i doktorirao. Dana 13. ožujka 1825. zaređen je za đakona, a tjedan dana iza za svećenika. Od 1824. služio je kao predavač biblijskog bogoslovlja u Zadru, sve do 1836. kada je imenovan kanonikom. Od 1843. do 1852. godine Čubranić je služio kao kapitularni prepozit katedrale u Kotoru, a nakon toga kao kapitularni vikar Kotorske biskupije od 1852. do 1854.
Dana 14. prosinca 1853. Čubranić je izabran za kotorskog biskupa, a Rim ga je potvrdio 7. travnja 1854. godine. Posvetio ga je u Kotoru dubrovački biskup Toma Jederlinić 15. listopada iste godine. Suzareditelji su bili Karlo Poten i Ljudevit Ćurčija. Čubranić je samo kratko vrijeme služio kao kotorskim ordinarij, sve dok 29. siječnja 1856. nije imenovan biskupom dubrovačkim, a potvrđen 19. lipnja. Ustoličen je 19. listopada 1856.
Ujedno je imenovan i trajnim apostolskim upraviteljem susjedne Trebinjsko-mrkanske biskupije u Osmanskom Carstvu. Dana 1. listopada 1857. potvrdio je don vidoja Maslaća za svojeg posebnog vikara za biskupiju. Nakon Maslaćeve smrti Čubranić je za svoga provikara imenovao don Nikolu Lazarevića. Čubranić je kao apostolski upravitelj nastojao riješiti niz problema u Trebinjsko-mrkanskoj biskupiji, nastalih zbog osmanske uprave i nedostatka svećenika. Za vrijeme njegova upravljanja Trebinjsko-mrkanska biskupija je dobila dvojicu novih svećenika, a više je mladića primio u dubrovačko sjemenište. Zbog toga je nastojao uvesti franjevce u Trebinjsko-mrkansku biskupiju nakon odlaska isusovaca iz biskupije. Usprotivio se i prijedlogu apostolskog vizitatora isusovca Vinka Basilea da Trebinjsko-mrkanska biskupija ima svog ordinarija. Bio je prvi dubrovački biskup koji je smio stupiti na tlo Osmanskog Carstva za što je dobio dozvolu 1858. godine. Tom je prigodom obavio pastirski pohod i krizmu u biskupiji. O tome je posla opširan izvještaj i Rim.
Kao biskup, bio je suposvetitelj na biskupskom ređenju Ivana Josipa Vitezića. Godine 1869. sudjelovao je na Prvom vatikanskom saboru. Umro je 1870. godine u Trstu.

## Počasti
- Spomenica prigodom ustoličenja „Zubranić Vincenzo (a sua signoria illustriss.) Vescovo di Ragusa nel solenne ingresso alla sua sede Episcopale, il municipio di Ragusa”, Dubrovnik, 1856.

### Knjige
- Krešić, Milenko. 2012. Don Vidoje Maslać i Trebinjsko-mrkanska biskupija (1795.-1862.). Župni ured Trebinje. Trebinje. ISBN 978-9539864277
- Kukuljević Sakcinski, Ivan. 1873. Putne uspomene iz Hrvatske, Dalmacije, Arbanije, Krfa i Italije. Dionička tiskara. Zagreb.
- Puljić, Ivica. 2009. Hrvati katolici donje Hercegovine i Istočna kriza - Hercegovački ustanak (1875.-1878.). Državni arhiv Dubrovnik-Zaklada Ruđer Bošković-Donja Hercegovina. Dubrovnik-Neum. ISBN 978-9539864277
- Stojan, Stanislava. 1993. Ivan August Kaznačić: književnik i kulturni djelatnik. Zavod za povijesne znanosti HAZU u Dubrovniku. Dubrovnik. ISBN 9789531540032

### Mrežne stranice
- Lešić, Anto. 1993. Čubranić, Vinko. Hrvatska enciklopedija. Pristupljeno 30. prosinca 2022.
- Bishop Vinko Zubranić †. Catholic-Hierarchy.org. Pristupljeno 22. prosinca 2022.

| Titule u Katoličkoj Crkvi              | Titule u Katoličkoj Crkvi                                    | Titule u Katoličkoj Crkvi  |
| -------------------------------------- | ------------------------------------------------------------ | -------------------------- |
| prethodnik Stjepan III. Pavlović Lučić | Biskup kotorski 1854.–1856.                                  | nasljednik Marko Kalogjera |
| prethodnik Toma Jederlinić             | Biskup dubrovački 1856.–1870.                                | nasljednik Ivan Zaffron    |
| prethodnik Toma Jederlinić             | Trajni apostolski upravitelj trebinjsko-mrkanski 1856.–1870. | nasljednik Ivan Zaffron    |